# Висоцько (Золочівський район)
Ви́соцько — село в Україні, у Заболотцівській сільській громаді Золочівського району Львівської області. Колишній орган місцевого самоврядування — Заболотцівська сільська рада. Населення становить близько 601 особи.

## Назва
За роки радянської влади село в документах називали «Висоцьке». 1989 року селу повернули історичну назву.

## Географія
Відстань до районного центру становить 17 км, що проходить автошляхом місцевого значення. Відстань до найближчої залізничної станції Заболотці становить 5 км.
Село Висоцько, а також Заболотці, Великі Переліски, Малі Переліски, Лугове до 2020 року були підпорядковані Заболотцівській сільській раді. 7 липня 2015 року утворена Заболотцівська сільська громада, до складу якої увійшло с. Висоцько.
Село Висоцько на заході межує з Чехами та Заболотцями, на півночі з Пониковицею, на сході з Пониковицею і Голосковичами та на півдні з Кадлубиськами.
Через село протікає потік Лагодів, який є одним з притоків ріки Стир. Сільська забудова (близько 150-ти будинків) знаходиться по обидва боки потоку.
Західна та східна частини навколишнього низькогір'я формують пагорб «Птачник», що біля Заболотців підіймається на висоту 287 метрів. Північну та південну частини навколишнього низькогір'я займають вологі луки та болота, звані «Чорний Гай».

## Топоніми
Від назви села походить назва знайденого ґрунтового могильника висоцької культури.

## Історія
У другій половині XVIII століття власником села була остання представниця роду Сенявських — Марія Зофія Чарторийська графиня Віртемберійська.
У «Шематизмі» 1832 року знаходимо наступну інформацію, стосовно Висоцька. Вже на той час в селі існувала дерев'яна церква Різдва Пресвятої Богородиці. Власником села був Д. Пєліховський, а парохом від 1794 року був о. Теодор Цегельський. Чисельність греко-католицької парафії налічувала 536 осіб. При парафії існувала парафіяльна школа.
У «Słowniku geograficznemu Królestwa Polskiego i innych krajów słowiańskich», виданому у 1890 році у Варшаві, подається наступна інформація стосовно Висоцька, а саме, що «Висоцько — село Бродського повіту, яке знаходиться на відстані 12 км на південний захід від староства та повітового суду у Бродах та на відстані 4 км на південний захід від поштової управи у Заболотцях. Великі  наділи орної землі займають територію у 119, луки та сади — 133, пасовиська — 67, ліси — 570; малі наділи орної землі — 660, луки та сади — 736, пасовиська — 80; ліси — 3 австрійських морги. У 1890 році чисельність населення становила 1049 осіб, з них: 77 римо-католиків, 907 греко-католиків, 55 юдеїв та 10 іншого віросповідання. За національною ознакою — 907 русинів, 139 поляків та 3 євреїв. Греко-католицька парафія належала до Брідського деканату та знаходилася у Висоцьку, а римо-католицька — у Поникві. В селі є мурована церква Святої Покрови (освячена 1879 року), парафіяльна школа з руською мовою викладання, два млини з 4-ма каменями для обмолоту проса, цегольня, також у селі діє кредитна каса з фондом обігових коштів в сумі 2947 злотих австрійських».
У 1910 році власником села був Октавій Саля, а парохом села був о. Юліян Дорожиньський. Дерев'яна церква Святої Покрови належала до Брідського деканату Золочівського протопресвитерату. Чисельність населення становила 840 осіб. Село мало власний шпіхлер, де зберігалося збіжжя, кредитну касу та церковний магазин. Також тут існувала однокласна парафіяльна школа з руською мовою викладання, яка входила до складу 1-го Комісаріату Комісії  шкільного ординаріяту Бродського повіту Тарнопольського воєводства. Посаду шкільного комісара обійняв парох с. Кадлубиська о. Григорій Купчинський .
12 червня 2020 року, відповідно до розпорядження Кабінету Міністрів України № 718-р «Про визначення адміністративних центрів та затвердження територій територіальних громад Львівської області», село увійшло до складу Заболотцівської сільської громади.
19 липня 2020 року, в результаті адміністративно-територіальної реформи та ліквідації Бродівського району, село увійшло до складу новоствореного Золочівського району.

## Освіта
У селі діє Висоцьківська загальноосвітня школа І ступеня (директор — Оксана Василівна Яремко), а для найменших мешканців села працює Висоцьківський дошкільний навчальний заклад (завідувачка Надія Орестівна Копоть).

## Інфраструктура
Починаючи з 1990-х років на території села почав розвиватися бізнес. З'явилися селянські (фермерські) господарства «Мрія» та «Марія», які спеціалізуються, зокрема, на вирощуванні картоплі, овочевих, зернових та баштанних культур, а також ПП «Затишок», яке спеціалізується на гуртовій торгівлі будівельними матеріалами.
У селі працює 2 продуктових магазини, 1 магазин промислових товарів.

## Пам'ятки історії

### Пам'ятки архітектури
Церква Різдва Пресвятої Богородиці вперше церква згадується у 1664 році. За даними василіянського Шематизму 1867 року церкву Успення Пресвятої Богородиці збудував у другій половині XVII століття дідич (власник частини села) Андрій Пашкович Височанський, а його син Костянтин відступив свою частину лаврівському монастиреві. Наприкінці XVII століття тут засновано василіянський монастир, підпорядкований лаврівському.
Існуюча мурована церква збудована коштом перемиського єпископа Ієроніма Устрицького. Деякі письмові джерела датують її 1800 роком. Перебудова у XIX столітті змінила первісний вигляд церкви. У 1891 році під час реставраційно-відновлювальних робіт було розібрано дзвіницю над бабинцем та верхи над навою і вівтарем, видовжено бабинець у західному напрямку. Наступний ремонт відбувся у 1937 році. В церкві зберігся чотириярусний різьблений золочений бароковий іконостас XVIII століття та вівтар, датований 1770 роком. Поряд розташована дерев’яна, триярусна, квадратова в плані, вкрита восьмигранним наметом дзвіниця, збудована у 1899 році майстром Пилипом Матляком.
Костел Матері Божої, у наш час відомий, як церква Покрови Пресвятої Богородиці, збудований у 1927—1935 роках, а від 1955 року діє за прямим призначенням. Парафія церкви Покрови Пресвятої Богородиці належала до Бродівського деканату Львівської єпархії УАПЦ (нині ПЦУ), настоятелем храму є декан, архимандрит Миколай (Іван Мартин).
Ще у другій половині XIX століття на високому, круглої форми пагорбі, званому у місцевих «Городисько» було збудовано гарний, у волоському стилі палац. За переказами старожилів села, на тому місці знаходився замок якогось руського князя. Про це свідчили помітні сліди давніх чотирибічних траншей та наріжних веж цієї фортифікаційної споруди, яка існувала ще до кінця XVIII століття. Саме у тому замку 1682 року перебував польський король Ян III Собеський, котрий після смерті Олександра Конецпольського став дідичем Бродів і саме звідти надіслав листа до коменданта Брідської фортеці Яна Крушинського, датованого 26 серпня 1682 року.
Колись на території замку стояла альтанка, яка займала велику територію. Навколо неї, особисто гетьманом Собеським була висаджена липова алея.

### Пам'ятки монументального мистецтва
- Пам'ятник Іванові Трушу, авторства скульптора Євгена Дзиндри та архітектора Ярослава Назаркевича[22], встановлено у 1967 році. 1982 року пам'ятник, рішенням Львівської обласної ради від 2 листопада 1982 року № 506, внесено до переліку пам'яток історії та мистецтв Львівської області та присвоєно охоронний № 1444.

## Археологічні пам'ятки
У південній частині села ще наприкінці XIX століття на високому пагорбі знаходилася козацька могила, у якій за переказами місцевих, поховано рештки козаків, які загинули у битві з татарами. У двох кілометрах на південь від Висоцька, в урочищі Застав'я відомим українським істориком Ісидором Шараневичем у 1895 році відкритий ґрунтовий могильник висоцької культури. Пізніше його досліджували: Михайло Грушевський, Тадеуш Сулімірський, Лариса Крушельницька, Микола Бандрівський. Між селами Висоцько і Заболотці було виявлено три кургани висоцької культури, вони розкопані археологами.

## Відомі люди
Село Висоцько — батьківщина видатного художника-живописця і публіциста кінця XIX—початку XX століття Івана Труша. Івана Івановича вважають майстром ліричного пейзажу, зокрема, він є автором серії портретів діячів української літератури та культури (І. Франка, Лесі Українки, М. Лисенка).

Світлини села Висоцько
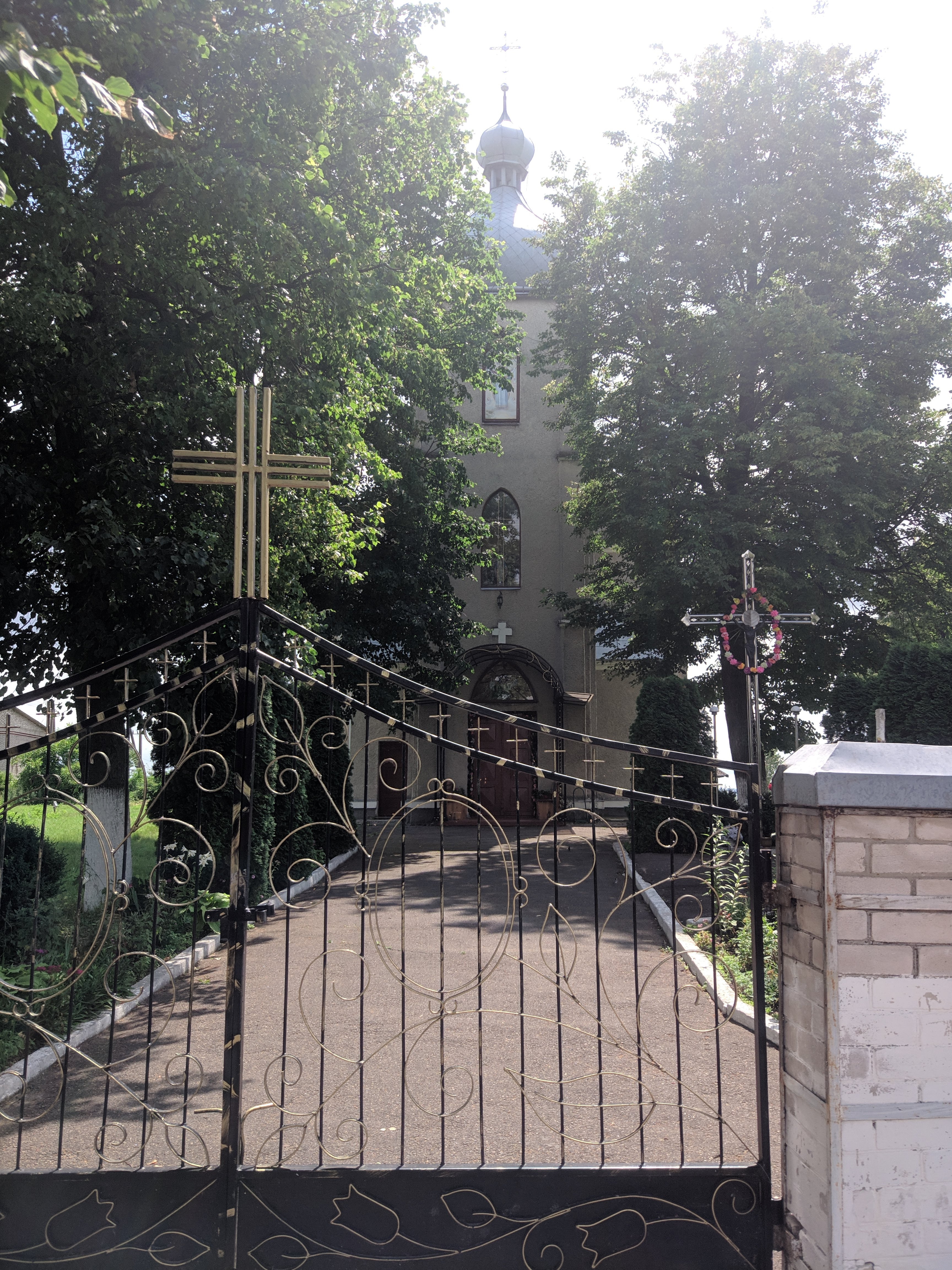
Костел Матері Божої
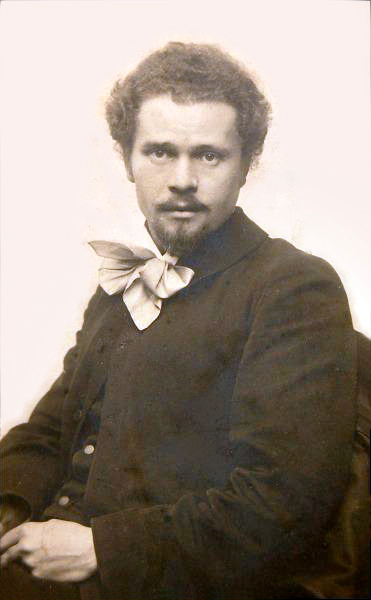
Іван Труш